# Иваница Данчев
Иваница Данчев Панчев е български национал-революционер, участник в четата на Христо Ботев.

## Биография
Иваница Данчев е роден е през 1850 г. в град Свищов. От 1869 г. е емигрант във Влашко и се отдава на революционна дейност. При подготовката на Старозагорското въстание (1875) от БРЦК той, Стоян Заимов и Георги Бенковски са натоварени със задачата да подпалят Цариград. През есента на 1875 г. участва в работата на Гюргевския революционен комитет.
Иваница Данчев е сред 10-те жители на Свищов присъединили се към Ботевата чета. Допринася много по набавянето на оръжие, боеприпаси и облекло за четниците. След поражението на четата той и Кирил Ботев се отправят към Лом, където са заловени. Осъден на смърт и присъдата е заменена с доживотен затвор. Заточен в крепостта Сен Жан д'Акр. Освободен е след подписването на Санстефанския договор.
След Освобождението е съдия в Тутракан, Шумен и Варна. Публикува спомени за участието си в националноосвободителното движение под заглавие „Любопитен поглед за народното ни движение. Събития от 1874 до 1878 г.“. Издадени са в Свищов.
Умира през 1912 г. в град Варна.
Синът му Георги Данчев загива в междуособните борби за освобождение на Македония.

## Памет
На Иваница Данчев е наречена улица в кварталите „Бояна“ и „Гърдова глава“ в София (Карта) и улица в ж.к. "Трошево" във Варна.